# Fancy Free (balletto)
Fancy Free è un balletto di Jerome Robbins, in seguito maestro di ballo del New York City Ballet, realizzato al Ballet Theatre, predecessore dell'American Ballet Theatre, su una partitura di Leonard Bernstein, con scene di Oliver Smith, costumi di Kermit Love e luci di Ronald Bates. La prima ebbe luogo martedì 18 aprile 1944 presso la vecchia Metropolitan Opera House, New York. La prima di New York ha avuto luogo giovedì 31 gennaio 1980. Fancy Free è stata l'ispirazione per un musical di successo, On the Town, e una parte della partitura è stata utilizzata anche nelle scene iniziali de La finestra sul cortile di Alfred Hitchcock.

## Trama
La scena è un bar e il marciapiede esterno a New York City, in tempo di guerra. Tre marinai in libertà arrivano chiassosamente, bevono un drink (due di loro costringono il terzo a pagare) e si dirigono fuori in cerca di compagnia femminile. Passa una bella ragazza e i tre marinai si contendono la sua attenzione. Lei esita e fugge, inseguita da due dei marinai. Il terzo, lasciato nella polvere, incontra un'altra bellissima passante e la invita a bere qualcosa con lui. La impressiona con una pantomima delle sue imprese militari e ballano un appassionato pas de deux.
Gli altri due marinai arrivano con la prima ragazza, che riconosce la seconda ragazza come sua amica. I marinai si rendono conto della loro situazione: tre uomini, ma solo due ragazze. Le coppie ballano e cambiano partner, con uno che balla sempre da solo. Infine, si decide che i tre marinai terranno una gara e il perdente rimarrà senza appuntamento. Ogni marinaio esegue una variazione da solista (un galop, un valzer e un danzón), ma sono così ugualmente abbinati che le ragazze non riescono a decidere e i ragazzi vengono alle mani. Nel bel mezzo della scazzottata, le ragazze fuggono terrorizzate. Vedendo svanire i loro appuntamenti, i marinai si rialzano, bevono un altro drink e si dirigono di nuovo fuori. Passa un'altra bella ragazza e i tre marinai partono all'inseguimento.

## Cast

### Originale
- Muriel Bentley
- Janet Reed
- Shirley Eckl
- John Kriza
- Harold Lang
- Jerome Robbins

## Ispirazione musicale
Una piccola parte di Fancy Free è stata apparentemente riciclata da "Riobamba", una sigla che Bernstein aveva scritto per un nightclub di New York con lo stesso nome di breve durata.

### Riprese al NYCB

#### Primavera 2008 –Celebrazione di Jerome Robbins
- Amanda Hankes
- Tiler Peck
- Briana Shepherd
- Damian Woetzel
- Joaquín De Luz
- Ethan Stiefel
- Jason Fowler

## Fancy Free(Album 1946)
Nel 1946 la Decca Records pubblicò un album della partitura di Fancy Free (Decca DA-406), diretto da Leonard Bernstein. Pubblicato prima dell'introduzione dell'LP, fu inizialmente pubblicato in formato album a 78 giri, in cui quattro dischi a 78 giri erano rilegati insieme in un libro stile album fotografico, con un libretto incluso. Ciascuno dei sette movimenti del balletto, più il numero vocale introduttivo Big Stuff, comprendeva un lato di un 78. I lati erano sequenziati con l'ultimo numero dietro il primo, il penultimo il secondo e così via, in modo che tutti quattro dischi potevano essere impilati e riprodotti in sequenza, quindi girati in massa per completare l'album. L'album fu ripubblicato nel 1953 nel nuovo formato LP da 10 pollici (DL 6023).
La musica fu registrata dalla Ballet Theatre Orchestra il 2 giugno 1944 e diretta dallo stesso Bernstein, ad eccezione della canzone Big Stuff. Big Stuff è stata eseguita da Billie Holiday, che aveva anche lei un contratto con la Decca, insieme a una band composta da Joe Guy (tromba), Joe Springer (piano), Tiny Grimes (chitarra), Billy Taylor (basso) e Kelly Martin (batteria). Bernstein aveva composto la canzone pensando a Holiday, da suonare come registrazione in teatro prima che iniziasse il balletto vero e proprio. Conosceva Holiday dai tempi della Cafe Society, ma all'inizio della sua carriera non credeva di essere in grado di farle registrare la sua canzone, quindi originariamente nel 1944 la canzone ascoltata nel balletto era una registrazione fatta da sua sorella, Shirley. Ma Holiday ascoltò e apprezzò la melodia e la registrò più volte, con questa registrazione del 13 marzo 1946.
- Big Stuff (Prologue) (con Billie Holiday (DA-23463-a)
- Pt. I: Opening Dance (DA-23464-a)
- Pt. II: Scene at the Bar (DA-23465-a)
- Pt. III: Pas de Deux (DA-23466-a)
- Pt. IV: The Competition Scene (DA-23466-b)
- Pt. V: Galop Variation (DA-23465-b)
- Pt. VI: Waltz Variation (DA-23464-b)
- Pt. VII: Danzon Variation
- Pt. VIII: Finale (DA-23463-b)

## Articoli
- NY Times, Anna Kisselgoff, February 2, 1980
- NY Times, Jack Anderson, February 5, 1980
- NY Times, April 19, 1945

## Recensioni
- NY Times, John Martin, October 10, 1944
- NY Times, John Martin, April 19, 1944